# ليسكيوس
ليسكيوس (بالفرنسية: Licques)‏ هي بلدية تقع في إقليم باد كاليه من منطقة نور با دو كاليه في شمال فرنسا. تبلغ مساحة هذه المدينة 18.36 (كم²)، وترتفع عن سطح البحر 87 م، يبلغ عدد سكانها 1543 نسمة حسب إحصاء المعهد الوطني للإحصاء والدراسات الاقتصادية سنة 2009 م. وترأس Aliette Polaert البلدية خلال فترة (2008-2014).